# Batman kontra Robin
A Batman kontra Robin (eredeti cím: Batman vs. Robin) 2015-ben megjelent egész estés amerikai 2D-s számítógépes animációs film. Eredetileg DVD-n jelent meg, a DC animációs filmuniverzum 4. filmje. Jay Oliva rendezte J. M. DeMatteis forgatókönyve alapján, a zenét Frederik Wiedmann szerezte. A Warner Bros. Animation gyártotta és a stúdió saját forgalmazója, a Warner Home Video adta ki.
Amerikában 2015. április 14-én, Magyarországon 2016. május 20-án jelent meg DVD-n.

## Cselekmény
Damian Wayne immár Robinként tevékenykedik apja, Bruce Wayne, azaz Batman segítőjeként. Ám egy nap összeismerkedik egy Karom nevű harcossal, aki elvezeti őt a Baglyok bíróságához, amely öntörvényűen működve számol le a bűnözőkkel. Ám a szervezet és Batman elvei erősen ütköznek, ezért végül szembeszegül velük, és ezzel együtt Robinnal is.

## Szereplők
| Szereplő                  | Eredeti hang        | Magyar hang        |
| ------------------------- | ------------------- | ------------------ |
| Bruce Wayne / Batman      | Jason O'Mara        | Széles Tamás       |
| Damian Wayne / Robin      | Stuart Allan        | Berecz Kristóf Uwe |
| Hadnagy                   | Troy Baker          | Szatmári Attila    |
| Thomas Wayne              | Kevin Conroy        | Rosta Sándor       |
| Nagymester                | Robin Atkin Downes  | Király Attila      |
| Fiatal Bruce              | Griffin Gluck       | Pál Dániel Máté    |
| Samantha                  | Grey DeLisle        | Mezei Kitty        |
| Dick Grayson / Éjszárny   | Sean Maher          | Czető Roland       |
| Alfred Pennyworth         | David McCallum      | Szokolay Ottó      |
| Draco                     | Peter Onorati       | Törköly Levente    |
| Karom                     | Jeremy Sisto        | Zöld Csaba         |
| Anton Schott / Babagyáros | “Weird Al” Yankovic | Takátsy Péter      |

## Magyar változat[2]
- Magyar szöveg: Csizmás Kata
- Hangmérnök: Kiss István
- Vágó: Kajdácsi Brigitta
- Gyártásvezető: Gelencsér Adrienne
- Szinkronrendező: Haber Andrea
- Felolvasó: Bozai József
- További magyar hangok: Ács Balázs, Bárány Virág, Gáspárfalvi Dorka, Gáspárfalvi Szabolcs, Hábermann Lívia, Harcsik Róbert, Hegedüs Miklós, Kapácsy Miklós, Lipcsey-Colini Borbála, Vass Gábor

A szinkront a Mafilm Audio Kft. készítette, 2015-ben. Forgalmazza a ProVideo.